# Enrico Di Giuseppe
Enrico Di Giuseppe (Filadelfia, 14 ottobre 1932 – Voorhees, 31 dicembre 2005) è stato un tenore statunitense, di origini italiane, che fu attivo dai tardi anni cinquanta ai novanta.
Cantò, per la maggior parte della sua carriera a New York, cantando per i due maggiori teatri d'opera della città, New York City Opera (NYCO) e Metropolitan Opera House nel ventennio dal 1970 al 1980. Nell'ultima parte della sua carriera cantò prevalentemente con la New York Grand Opera. Dotato di una vocalità da tenore lirico con voce di timbro chiaro e facile estensione verso il registro alto, Di Giuseppe eccelse nel repertorio italiano. Ebbe particolare successo nel repertorio belcantistico e fu spesso partner di Beverly Sills nelle opere di Donizetti, Anna Bolena, Maria Stuarda e Roberto Devereux, così come ne I puritani di Bellini al NYCO. Di Giuseppe cantò un repertorio simile al Met con Joan Sutherland, Marilyn Horne e Renata Scotto.

## Biografia
Iniziò a scuola lo studio del clarinetto. Passò poi a studiare al prestigioso Curtis Institute of Music, dove fu allievo di Richard Bonelli. Dopo aver suonato nella United States Army Field Band, proseguì i suoi studi musicali all'altrettanto prestigiosa Juilliard School con Hans Heinz.
Fece il suo debutto nel 1959, nel ruolo del cavalier des Grieux nell'opera di Jules Massenet, Manon, con The Experimental Opera Theatre of America (affiliato alla New Orleans Opera Association), in un allestimento di Renato Cellini diretto da Armando Agnini. Nel 1960 debuttò con la Philadelphia Grand Opera Company nel ruolo di Rodolfo nell'opera di Giacomo Puccini, La bohème con Margarita Zambrana nel ruolo di Mimì. Cantò per la stessa compagnia molte volte nel corso del successivi ventennio, interpretando Pinkerton in Madama Butterfly (1963), il conte Almaviva in Il barbiere di Siviglia (1963, 1975), Cassio in Otello (1964), Alfredo in La traviata (1970) e il protagonista in Faust (1974).
Nel 1962 Di Giuseppe debuttò con la San Francisco Opera nel ruolo di Mario Cavaradossi in Tosca con Giulia Barrera e Chester Ludgin. Vi ritornò due anni dopo per cantare Rodolfo con Lee Venora. Fra le altre attività dell'inizio della sua carriera si ricordano un tour con il direttore d'orchestra Boris Goldovsky con la New England Opera Theater e la Metropolitan Opera National Company (MONC). Mentre cantava con la MONC nel 1966 ne La Cenerentola, conobbe il soprano Lorna Ceniceros, divenuta poi sua moglie. Lorna cantava Clorinda ed Enrico, Ramiro.
Di Giuseppe è uno dei pochi cantanti d'opera ad aver avuto una lunghissima carriera ad entrambi i maggiori teatri di New York, la New York City Opera (NYCO) e il Metropolitan Opera House. Egli debutto alla NYCO nel 1965 nel ruolo di Michele nell'opera di Gian Carlo Menotti, The Saint of Bleecker Street. Vi fece ritorno due anni dopo per quello che probabilmente fu il suo più grande successo, il difficile ruolo di "tenore-altino" dell'Astrologo nell'opera di Rimsky-Korsakov, Il gallo d'oro con Norman Treigle e Beverly Sills, diretti da Julius Rudel e Tito Capobianco. Egli cantò con la compagnia in 25 ruoli diversi in oltre sedici anni, in opere come Il barbiere di Siviglia, Il flauto magico, Der Rosenkavalier, Cavalleria rusticana, Tosca, Manon, Gianni Schicchi, Madama Butterfly, Faust, Capriccio, La traviata, La bohème, La Cenerentola, Lucia di Lammermoor, Rigoletto, Un ballo in maschera, Roberto Devereux, Don Giovanni, Maria Stuarda, Anna Bolena, I puritani, La fille du régiment, Attila, The Makropulos Case e Mefistofele.
Di Giuseppe debutto al Metropolitan Opera House circa cinque anni dopo il debutto al NYCO, in un concerto del 1969 a Central Park nel ruolo di Alfredo. La sua prima recita al teatro attuale del Lincoln Center avvenne il 1º gennaio 1970 con Martina Arroyo in Madama Butterfly. Vi continuò poi a cantare fino al 1986, in Cavalleria rusticana, Il barbiere di Siviglia, Werther (sostituende Franco Corelli), Rigoletto, La fille du régiment (con la Sutherland), La bohème, La traviata, Un ballo in maschera, La sonnambula, Faust, L'elisir d'amore, L'italiana in Algeri (con la Horne), Der Rosenkavalier, Don Pasquale, Così fan tutte, L'assedio di Corinto, Adriana Lecouvreur (con la Scotto), Samson et Dalila (con Jon Vickers) e Rigoletto.
Dopo la metà degli anni ottanta, Di Giuseppe non cantò più nei due teatri newaiorchesi; cantò per l'ultima volta al Met nel 1986 e negli anni seguenti cantò regolarmente con la New York Grand Opera.
Quando cantava regolarmente a New York City, Di Giuseppe fece delle sporadiche apparizioni con altre compagnie d'opera. Fra quelle degli Stati Uniti, cantò con la Baltimore Opera, la Opera Company of Boston, la Cincinnati Opera, la Dallas Opera, la Houston Grand Opera e la Pittsburgh Opera fra le altre. Nel 1973 fece la sua unicxa apparizione con la Philadelphia Lyric Opera Company nel ruolo di Tonio in La fille du régiment con Sills. Cantò nella prima stagione dell'Opera Company of Philadelphia (OCP) nel gennaio 1976 nel ruolo di Pinkerton con Atsuko Azuma. Tornò all'OCP ancora una volta nel 1980 per cantare nel ruolo di Nadir nell'opera di Georges Bizet, Les pêcheurs de perles con Faye Robinson nel ruolo di Leïla.
Fuori degli Stati Uniti, Di Giuseppe cantò con l'Ottawa Opera, la Canadian Opera Company, la Vancouver Opera e al Palacio de Bellas Artes di Città del Messico. Cantò anche nel ruolo di Don José in Irlanda nel 1984 e diverse volte in Asia dal 1983 al 1985.
Dopo il ritiro dalle scene, Di Giuseppe insegnò canto alla Florida State University ed alla Juilliard School. All'età di 73 anni, morì di cancro a Voorhees, New Jersey, il 31 dicembre 2005.

## Registrazioni
Esiste una sua registrazione, nel ruolo di Pollione in Norma (1973), su ABC Records, con Sills, Shirley Verrett, Paul Plishka e James Levine alla sua prima direzione operistica. Nel 2009 la Deutsche Grammophon l'ha pubblicata su CD.